# El Pont d'Armentera
El Pont d'Armentera je katalánská obec ležící v provincii Tarragona, comarca Alt Camp. Původně zde byla vesnice Selmella.
První osadníci byli Římané, kteří postavili vodovod, který přiváděl vodu do města Tarragona z řeky Gaià. Byla součástí Vegueria Villefranche až do roku 1716. Poté se stala součástí Corregiment Villefranche (1716–1833).

## Kulturní dědictví
- pozůstatky hradu Selmella
- kostel svaté Magdalény ze 17. století
- zbytky římského akvaduktu
- kostel svatého Vavřince ze 13. století

## Vývoj počtu obyvatel
| Rok            | 1900 | 1930 | 1950 | 1970 | 1990 | 2000 | 2006 | 2014 |
| Počet obyvatel | 896  | 836  | 788  | 692  | 628  | 576  | 580  | 561  |